# Pedro Eugenio Aramburu

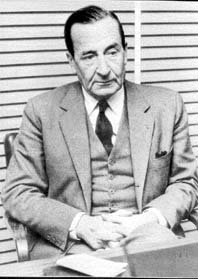
Pedro Aramburu

Pedro Eugenio Aramburu Cilveti (* 21. Mai 1903 in Río Cuarto, Provinz Córdoba; † 31. Mai oder 1. Juni 1970 in Timote, Provinz Buenos Aires) war ein argentinischer General und Politiker. Von 1955 bis 1958 war er De-facto-Präsident von Argentinien.

## Biografie
Aramburu trat in die argentinische Armee ein und stieg während seiner militärischen Laufbahn zum General auf. Als solcher wurde er zu einem der führenden Kritiker der Regierung von Präsident Juan Perón. Getragen von einer Gruppe enttäuschter Armeeoffiziere gehörte er zu den Initiatoren des erfolgreichen Militärputsches vom 21. September 1955, der später als die „Befreiende Revolution“ bezeichnet wurde. Nach der Flucht Peróns ins Exil übernahm zunächst für zwei Tage eine Militärjunta unter José Domingo Molina Gómez und anschließend Eduardo Lonardi als provisorischer Präsident die Macht.
Am 13. November 1955 wurde Aramburu schließlich selbst Präsident. Obwohl er angekündigt hatte, ebenfalls nur provisorisch als Präsident amtieren zu wollen, leitete er unmittelbar darauf eine Kampagne zur strikten „Entperónisierung“ Argentiniens ein. In den vom Staat kontrollierten Medien kam es zur Denunzierung und Verunglimpfung des ehemaligen Präsidenten und der First Lady Eva Perón sowie zur Anordnung der Zerstörung von deren Porträts und Denkmäler. Zugleich kam es zum Verbot der Peronistischen Partei (Partido Justicialista) sowie der Verhaftung von Mitgliedern der früheren Regierung. Nach fast zweijähriger Amtszeit kündigte er schließlich für den 23. Februar 1958 die Abhaltung von freien Wahlen an. Er selbst verzichtete auf eine Kandidatur bei den Präsidentschaftswahlen und übergab am 1. Mai 1958 die Befugnisse an den gewählten Präsidenten Arturo Frondizi. Im Anschluss schied er auch aus der Armee aus.
1963 kandidierte er erfolglos als Präsidentschaftskandidat gegen Arturo Umberto Illia.
Am 29. Mai 1970 wurde er von einer radikalen peronistischen Gruppe entführt und einige Tage später von dieser Gruppe vermutlich wegen seines Anteils an der Hinrichtung von 27 peronistischen Führungspersönlichkeiten nach einem erfolglosen Staatsstreich von 1956 ermordet. Sein verstümmelter Leichnam wurde am 16. Juli entdeckt. Nach ihm ist die Bahía Aramburu benannt, eine Bucht in der Antarktis.